# Good Riddance (Time of Your Life)
Pour les articles homonymes, voir Time of Your Life.
Singles de Green Day
Hitchin' a Ride
(1997) Redundant
(1998)
Good Riddance (Time of Your Life), aussi appelée Time of Your Life (Good Riddance) ou plus communément Time of Your Life, est un morceau du groupe de punk rock américain Green Day. Ce titre est un des morceaux phares de l'album Nimrod paru en 1997. C'est une ballade qui a été utilisée dans les séries américaines Urgences (saison 4), Do Over (saison 1 épisode 8 "Star Search") et Seinfeld.[réf. nécessaire]

## Liste des chansons
Version 1
1. Time of Your Life (Good Riddance)   	2:28
2. Suffocate - 2:47
3. You Lied - 2:25

Version 2
1. Time of Your Life (Good Riddance) - 2:28
2. Desensitized - 2:47
3. Rotting - 2:50